# Rada ministrů Autonomní republiky Krym

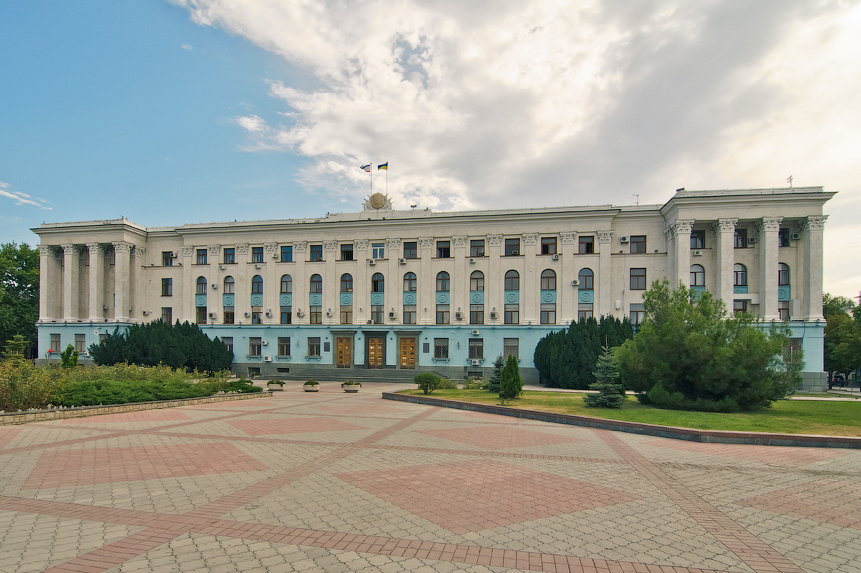
Vládní budova Autonomní republiky Krym

Rada ministrů Autonomní republiky Krym (ukrajinsky Рада міністрів Автономної Республіки Крим, rusky Cове́т мини́стров Автоно́мной Респу́блики Крым) je nejvyšší orgán výkonné moci na území Autonomní republiky Krym.
V čele orgánu stojí premiér, kterého jmenuje parlament na návrh prezidenta Ukrajiny. Rada ministrů byla zřízena dne 22. března 1991 jako orgán, nahrazující výkonnou radu Krymského oblastního sovětu.
V únoru 2014 v průběhu krymské krize byla Nejvyšší radou Autonomní republiky Krym rozpuštěna předchozí rada ministrů a ve funkci premiéra byl dosazen Sergej Aksjonov. Celkem bylo 63 hlasů, z nichž 60 je ve prospěch rozpuštění a 3 se zdrželi hlasování.